# Carpathichthys
Carpathichthys es un género extinto de peces con aletas radiadas que vivión durante la época del Oligoceno. Fue reconocida por Jerzmanska en 1979.